# Дорожкино (Смоленская область)
Дорожкино — деревня в Велижском районе Смоленской области России. Входит в состав Ситьковского сельского поселения. Население — 0 жителей (2020 год). Последний житель умер в 2020г. 
Расположена в северо-западной части области в 11 км к северу от Велижа, в 13 км севернее автодороги Р133 Смоленск — Невель, на берегу реки Чернейка. В 82 км южнее деревни расположена железнодорожная станция Рудня на линии Смоленск — Витебск. 

## История
В годы Великой Отечественной войны деревня была оккупирована гитлеровскими войсками в июле 1941 года, освобождена в сентябре 1943 года.